# Sanna Nyassi
Sanna Nyassi, né le 31 janvier 1989 à Bwian en Gambie, est un footballeur international gambien, jouant au poste d'ailier.

## Biographie
Sanna Nyassi et son frère jumeau Sainey intègrent très jeune le club gambien du Gambia Ports Authority Football Club avec qui ils font leurs débuts professionnels. Avec ce club, ils remportent le championnat gambien en 2006 et la Coupe de Gambie grâce au but victorieux de Sanna.
Il dispute Coupe du monde de football des moins de 20 ans 2007 au Canada avec son frère qui est repéré par Steve Nicol, l'entraineur du Revolution de la Nouvelle-Angleterre qui l'engage dans la foulée. Sanna lui, retourne au pays à Banjul.
Un an plus tard, il est mis à l'essai par le club de son frère durant l'été 2008. Il ne parvient pas à convaincre le club du Massachusetts mais rebondit lors d'un camp de dépistage pour la future franchise de MLS. Il devient ainsi le troisième joueur de l'histoire à intégrer les Sounders de Seattle version MLS le 6 septembre 2008. Il est prêté juste après à la franchise homonyme d'USL. Il dispute ainsi six matchs en Première division de l'USL.
Il inscrit un doublé lors de la finale de la Coupe des États-Unis 2010 remporté 2-1 par les Sounders contre le Crew de Columbus. Arrivé en fin d'année 2011 à l'Impact de Montréal, il y passe un peu plus de deux saisons, de 2012 à juillet 2014 avant d'être échangé contre Dilly Duka avec le Fire de Chicago.

## Palmarès
Gambia Ports Authority FC
- Champion de Gambie en 2006
- Vainqueur de la Coupe de Gambie en 2007

 Seattle Sounders
- Vainqueur de la Coupe des États-Unis en 2009 et 2010

 Impact de Montréal
- Vainqueur du Championnat canadien en 2013 et 2014

## Statistiques
| Saison                | Club                    | Championnat           | Championnat | Championnat | Coupe(s) nationale(s) | Coupe(s) nationale(s) | Compétition(s) continentale(s) | Compétition(s) continentale(s) | Compétition(s) continentale(s) | Séries | Séries | Gambie | Gambie | Total | Total |
| Saison                | Club                    | Division              | M.          | B.          | M.                    | B.                    | Comp.                          | M.                             | B.                             | M.     | B.     | M.     | B.     | M.    | B.    |
| 2008                  | Sounders de Seattle     | USL-1                 | 4           | 0           | 0                     | 0                     | -                              | -                              | -                              | 0      | 0      | -      | -      | 4     | 0     |
| 2009                  | Sounders de Seattle     | MLS                   | 14          | 0           | 5                     | 1                     | -                              | -                              | -                              | 1      | 0      | -      | -      | 20    | 1     |
| 2010                  | Sounders de Seattle     | MLS                   | 24          | 2           | 3                     | 2                     | LCC                            | 7                              | 0                              | 2      | 0      | 2      | 1      | 38    | 5     |
| Sous-total            | Sous-total              | Sous-total            | 42          | 2           | 8                     | 3                     | -                              | 7                              | 0                              | 3      | 0      | 2      | 1      | 62    | 6     |
| 2011                  | Rapids du Colorado      | MLS                   | 26          | 5           | 1                     | 0                     | LCC                            | 6                              | 0                              | 3      | 0      | -      | -      | 36    | 5     |
| 2012                  | Impact de Montréal      | MLS                   | 28          | 6           | 2                     | 0                     | -                              | -                              | -                              | -      | -      | -      | -      | 30    | 6     |
| 2013                  | Impact de Montréal      | MLS                   | 22          | 1           | 2                     | 0                     | LCC                            | 4                              | 0                              | 0      | 0      | -      | -      | 28    | 1     |
| 2014                  | Impact de Montréal      | MLS                   | 4           | 1           | 1                     | 0                     | -                              | -                              | -                              | -      | -      | -      | -      | 5     | 1     |
| Sous-total            | Sous-total              | Sous-total            | 54          | 9           | 5                     | 0                     | -                              | 4                              | 0                              | 0      | 0      | 0      | 0      | 63    | 9     |
| 2014                  | Fire de Chicago         | MLS                   | 10          | 1           | 0                     | 0                     | -                              | -                              | -                              | 0      | 0      | -      | -      | 10    | 1     |
| 2015                  | Earthquakes de San José | MLS                   | 28          | 2           | 1                     | 0                     | -                              | -                              | -                              | 0      | 0      | 5      | 0      | 34    | 2     |
| Total sur la carrière | Total sur la carrière   | Total sur la carrière | 160         | 19          | 15                    | 3                     | -                              | 17                             | 0                              | 6      | 0      | 7      | 1      | 205   | 23    |